# Котюжины
Котюжины (укр. Котюжини) — село в Вишневецкой поселковой общине Кременецкого района Тернопольской области Украины. Основано в 1550 году.
До 2020 года входило в Збаражский район.
Код КОАТУУ — 6122481202.

## Географическое положение
Село Котюжины находится на левом берегу реки Горынь, выше по течению на расстоянии в 3 км расположено село Лозы, ниже по течению на расстоянии в 2 км расположено село Передмирка, на противоположном берегу — село Маневое.

## Население
Население по переписи 2001 года составляло 571 человек.

### Языковой состав
Родной язык населения по данным переписи 2001 года:
| Язык       | Численность, чел. | Доля     |
| ---------- | ----------------- | -------- |
| Украинский | 568               | 99,47 %  |
| Другое     | 3                 | 0,53 %   |
| Итого      | 571               | 100,00 % |

## Объекты социальной сферы
- Школа I—II ст.
- Клуб.
- Фельдшерско-акушерский пункт.

## Достопримечательности
- Братская могила советских воинов.